# Kattedals gammelskog
Kattedals gammelskog är ett naturreservat i Valdemarsviks kommun i Östergötlands län.
Området är naturskyddat sedan 2010 och är 121 hektar stort. Reservatet ligger vid kusten. Reservatet består av strandängar, barrblandskog med inslag av lövträd och på höjder hällmarktallskog.